# Санчес, Леонель
Леоне́ль Гилье́рмо Са́нчес Лине́рос (исп. Leonel Guillermo Sánchez Lineros; 25 апреля 1936, Сантьяго — 2 апреля 2022, Сантьяго) — чилийский футболист. Чуть более 20 лет, с 1953 по 1973 год, играл на позиции левого полузащитника. 17 из этих 20 лет провёл в чилийском клубе «Универсидад де Чили» (386 матчей, 159 голов, 3-й бомбардир чемпионатов Чили в истории), с которым выиграл шесть национальных первенств с 1959 по 1969 год. Этот период считается одним из самых выдающихся в истории клуба, ту команду называют «Синий балет» (Balet Azul).
За национальную сборную Чили Санчес сыграл 84 игры, при этом забил 23 гола. На чемпионате мира 1962 в Чили наряду с ещё пятью футболистами стал лучшим бомбардиром, забив 4 гола. В четвертьфинале Санчес забил гол сборной СССР и помог тем самым выйти его команде в следующий раунд. Он также забивал и в полуфинале бразильцам, Чили проиграла тот матч 2:4.

## Достижения

### Командные
«Универсидад де Чили»
- Чемпион Чили: 1959, 1962, 1964, 1965, 1967, 1969
- 2-е место в чемпионате Чили: 1957, 1961, 1963
- 3-е место в чемпионате Чили: 1960, 1968

сборная Чили
- 3-е место на чемпионате мира по футболу 1962

### Личные
- Лучший бомбардир чемпионата мира: 1962
- Рекордсмен сборной Чили по количеству голов на чемпионатах мира: 4 гола[4]